# Sound of the Underground (Album)
Sound of the Underground (deutsch: Klang des Untergrunds) ist das Debütalbum der britischen Girlgroup Girls Aloud.
Das Album wurde am 26. Mai 2003 veröffentlicht und stieg sofort auf Platz zwei der britischen Album-Charts ein. Das Album verkaufte in der ersten Woche 37.077 Einheiten. Ende November 2003 wurde das Album mit Platin ausgezeichnet. Am 1. Dezember 2003 wurde das Album mit einer leicht veränderten Titelliste erneut veröffentlicht.

## Konzeption und Musikstil
Die Band wurde während der Fernsehshow Popstars: The Rivals gegründet. Die Debütsingle Sound of the Underground wurde vom späteren Manager der neugegründeten Band, Louis Walsh, aus ungefähr sechzig Songs ausgewählt, welche die Songschreiber Brian Higgins und Miranda Cooper vom Produktionsteam Xenomania im Vorfeld geschrieben hatten. Während der Aufnahmephase des Albums spielte Brian Higgins der Band einige seiner Songs vor, welche diese zuerst mit der Begründung ablehnten, dass dies nicht „ihr Sound“ wäre. Higgins gab der Band daraufhin etwas Zeit, über die Angelegenheit zu diskutieren, und schlussendlich entschieden sich die Mitglieder, fortan mit ihm zusammenzuarbeiten. Das Debütalbum ist neben dem 2012 erschienenen Greatest-Hits-Album Ten das einzige Album der Band, welches nicht komplett von Brian Higgins und Xenomania geschrieben und produziert wurde. Im Dezember 2003 wurde das Album neu veröffentlicht. Darauf wurden drei der Songs durch neue Songs ersetzt sowie die Videos der ersten drei Singles hinzugefügt.
Das Album ist beeinflusst von einer Reihe Musikstilen aus den 1980ern, besonders Synthie-Pop, Power Pop und New Wave, sowie Musikstilen aus den 1990ern, wie Big Beat, Drum and Bass und Garage. Das Album wurde mit Musik von Bananarama, den Spice Girls, den Bangles und Blondie verglichen. In einer Vielzahl der Songs wird von Gitarren und elektronischen Beats Gebrauch gemacht. Der Aufstieg des Indie-Rocks veranlasste Brian Higgins außerdem dazu, „die Trennlinie zwischen der kommerziellen und der sogenannten ‚Indie-Musik‘ zu verwischen.“

## Titelliste

### Erstveröffentlichung
1. Sound of the Underground (Miranda Cooper, Brian Higgins, Niara Scarlett, Xenomania) – 4:38
2. No Good Advice (Cooper, Higgins, Nick Coler, Lisa Cowling, Lene Nystrøm) – 3:48
3. Some Kind of Miracle (Cooper, Higgins, Cowling, Tim Powell, Shawn Lee, Edele Lynch) – 3:09
4. All I Need (All I Don’t) (Ava Knox, Chris Peters, Drew Peters) – 3:38
5. Life Got Cold (Cooper, Higgins, Coler, Cowling, Noel Gallagher) – 3:57
6. Mars Attack (Alison Clarkson, Paul Carter, Amanda Glanfield) – 3:28
7. Stop (Cooper, Higgins, Matt Gray, Xenomania) – 3:35
8. Girls Allowed (Brian McFadden, J. Shorten) – 3:26
9. Forever and a Night (Gary Miller, Mark Muller, Andy Goldmark) – 4:04
10. Love/Hate (Higgins, Scarlett, Eve Bicker, Xenomania) – 4:40
11. Boogie Down Love (Clarkson, Carter, Glanfield) – 3:22
12. Don’t Want You Back (Anders Bagge, Michelle Bell, Arnthor Birgisson) – 3:19
13. White Lies (Tim Kellett, Sandria Nordstrom) – 4:00
14. Love Bomb (Clarkson, M. Ward, S. Ward) – 2:55 [UK Bonus Track]
15. Everything You Ever Wanted (Steve Anderson, S. Lee, L. Greene) – 2:53 [UK Bonus Track]

### Wiederveröffentlichung
1. Sound of the Underground (Miranda Cooper, Brian Higgins, Niara Scarlett, Xenomania) – 4:38
2. No Good Advice (Cooper, Higgins, Nick Coler, Lisa Cowling, Lene Nystrøm) – 3:48
3. Life Got Cold (Cooper, Higgins, Coler, Cowling, Noel Gallagher) – 3:57
4. Jump (for My Love) (Steve Mitchell, Marti Sharron, Gary Skardina) – 3:39
5. Some Kind of Miracle (New Mix) (Cooper, Higgins, Cowling, Tim Powell, Shawn Lee, Edele Lynch) – 3:09
6. All I Need (All I Don’t) (Ava Knox, Chris Peters, Drew Peters) – 3:38
7. Mars Attack (Alison Clarkson, Paul Carter, Amanda Glanfield) – 3:28
8. You Freak Me Out (Cooper, Higgins, Powell, Nystrøm) – 3:05
9. Girls Allowed (Brian McFadden, J. Shorten) – 3:26
10. Forever and a Night (Gary Miller, Mark Muller, Andy Goldmark) – 4:04
11. Love/Hate (Higgins, Scarlett, Eve Bicker, Xenomania) – 4:40
12. Boogie Down Love (Clarkson, Carter, Glanfield) – 3:22
13. Stop (Cooper, Higgins, Matt Gray, Xenomania) – 3:35
14. White Lies (Tim Kellett, Sandria Nordstrom) – 4:00
15. Girls on Film (Duran Duran) – 3:42 [UK Bonus Track]
16. Sound of the Underground (Video) – 3:46
17. No Good Advice (Video) – 3:54
18. Live Got Cold (Video) – 4:05

## Chartplatzierungen und Auszeichnungen für Musikverkäufe
Chartplatzierungen
| ChartsChartplatzierungen     | Höchstplatzierung | Wochen |
| ---------------------------- | ----------------- | ------ |
| Vereinigtes Königreich (OCC) | 2 (26 Wo.)        | 26     |

Auszeichnungen für Musikverkäufe

| Land/Region                  | Auszeichnungen für Musikverkäufe (Land/Region, Auszeichnung, Verkäufe) | Verkäufe |
| ---------------------------- | ---------------------------------------------------------------------- | -------- |
| Vereinigtes Königreich (BPI) | Platin                                                                 | 300.000  |
| Insgesamt                    | 1× Platin ·                                                            | 300.000  |

## Singles
Die Debütsingle Sound of the Underground wurde am 16. Dezember 2002 veröffentlicht. Das Video zur Single wurde nur wenige Tage nach der Gründung der Band in einer Londoner Lagerhalle gedreht. Der Song erreichte sofort Platz 1 der britischen Charts, wo er sich vier Wochen in Folge als Weihnachts-Nummer-eins-Hit halten konnte. Obwohl der Song als der sich am schlechtesten von allen durch das Fernsehen gegründeten Bands verkaufte, wurde der Song im März 2003 mit Platin ausgezeichnet. Die B-Seite des Songs war ein Cover des Songs Stay Another Day der britischen Boyband East 17.
Als zweite Single wurde im Mai 2003 der Song No Good Advice veröffentlicht. Dieser stieg direkt auf Platz 2 der Charts ein. Im selben Jahr wurde er mit dem Popjustice £20 Music Prize für die Beste Single des vergangenen Jahres ausgezeichnet. Hierbei wurde der Song On a Round als B-Seite hinzugefügt.
Als dritte Single war ursprünglich Some Kind of Miracle vorgesehen, dieser wurde aber durch den von Fans bevorzugten Song Live Got Cold ersetzt, welcher Platz 3 der Charts erreichte. Der Song Girls on Film, ein Cover des gleichnamigen Songs von Duran Duran war hierbei als B-Seite enthalten.
Für den Soundtrack zum Film Tatsächlich… Liebe nahm die Band ein Cover des Pointer-Sisters-Songs Jump auf. Der Song erreichte Platz 2 der Charts. Die Single besaß zwei B-Seiten, die Songs Girls Allowed sowie Love Bomb.
Der Song You Freak Me Out war ursprünglich als letzte Single vorgesehen und wurde sogar von der Band während einiger Auftritte gesungen, wurde dann aber verworfen und die Band begann mit den Aufnahmen an ihrem zweiten Studioalbum.
Chartplatzierungen

| Jahr | Titel                    | Höchstplatzierung, Gesamtwochen, AuszeichnungChartplatzierungen (Jahr, Titel, Platzierungen, Wochen, Auszeichnungen, Anmerkungen) | Höchstplatzierung, Gesamtwochen, AuszeichnungChartplatzierungen (Jahr, Titel, Platzierungen, Wochen, Auszeichnungen, Anmerkungen) | Höchstplatzierung, Gesamtwochen, AuszeichnungChartplatzierungen (Jahr, Titel, Platzierungen, Wochen, Auszeichnungen, Anmerkungen) | Anmerkungen |
| Jahr | Titel                    | DE | CH | UK | Anmerkungen |
| ---- | ------------------------ | --- | --- | --- | ----------- |
| 2002 | Sound of the Underground | DE42 (8 Wo.)DE | CH25 (11 Wo.)CH | UK1 (22 Wo.)UK |             |
| 2003 | No Good Advice           | — | — | UK2 (23 Wo.)UK |             |
| 2003 | Live Got Cold            | — | — | UK3 (13 Wo.)UK |             |
| 2003 | Jump                     | — | CH58 (7 Wo.)CH | UK2 (14 Wo.)UK |             |